# Gran Premio de Italia de Motociclismo de 2006
El Gran Premio de Italia de Motociclismo de 2006 fue la sexta prueba del Campeonato del Mundo de Motociclismo de 2006. Tuvo lugar en el fin de semana del 2 al 4 de junio de 2006 en el Autódromo Internacional del Mugello, situado en la ciudad de Mugello, Italia. La carrera de MotoGP fue ganada por Valentino Rossi, seguido de Loris Capirossi y Nicky Hayden. Jorge Lorenzo ganó la prueba de 250cc, por delante de Alex de Angelis y Andrea Dovizioso. La carrera de 125cc fue ganada por Mattia Pasini, Álvaro Bautista fue segundo y Lukáš Pešek tercero.

## Resultados MotoGP
| Pos.            | N.º | Piloto             | Constructor | Vueltas | Tiempo/Retirado | Grilla | Puntos |
| --------------- | --- | ------------------ | ----------- | ------- | --------------- | ------ | ------ |
| 1               | 46  | Valentino Rossi    | Yamaha      | 23      | 42:39.610       | 3      | 25     |
| 2               | 65  | Loris Capirossi    | Ducati      | 23      | +0.575          | 2      | 20     |
| 3               | 69  | Nicky Hayden       | Honda       | 23      | +0.735          | 4      | 16     |
| 4               | 26  | Dani Pedrosa       | Honda       | 23      | +2007           | 8      | 13     |
| 5               | 15  | Sete Gibernau      | Ducati      | 23      | +3.070          | 1      | 11     |
| 6               | 33  | Marco Melandri     | Honda       | 23      | +11.793         | 6      | 10     |
| 7               | 24  | Toni Elías         | Honda       | 23      | +18.999         | 12     | 9      |
| 8               | 10  | Kenny Roberts, Jr. | KR211V      | 23      | +19.172         | 11     | 8      |
| 9               | 6   | Makoto Tamada      | Honda       | 23      | +19.231         | 10     | 7      |
| 10              | 21  | John Hopkins       | Suzuki      | 23      | +19.821         | 7      | 6      |
| 11              | 56  | Shinya Nakano      | Kawasaki    | 23      | +19.863         | 5      | 5      |
| 12              | 5   | Colin Edwards      | Yamaha      | 23      | +30.678         | 14     | 4      |
| 13              | 17  | Randy de Puniet    | Kawasaki    | 23      | +37.198         | 16     | 3      |
| 14              | 71  | Chris Vermeulen    | Suzuki      | 23      | +41.712         | 15     | 2      |
| 15              | 7   | Carlos Checa       | Yamaha      | 23      | +56.256         | 13     | 1      |
| 16              | 77  | James Ellison      | Yamaha      | 23      | +1:13.387       | 17     |        |
| 17              | 30  | José Luis Cardoso  | Ducati      | 22      | +1 lap          | 19     |        |
| Ret             | 27  | Casey Stoner       | Honda       | 8       | Accident        | 9      |        |
| Ret             | 66  | Alex Hofmann       | Ducati      | 8       | Accident        | 18     |        |
| Reporte Oficial |     |                    |             |         |                 |        |        |

## Resultados 250cc
| Pos.            | N.º | Piloto               | Constructor | Vueltas | Tiempo/Retirado | Grilla | Puntos |
| --------------- | --- | -------------------- | ----------- | ------- | --------------- | ------ | ------ |
| 1               | 48  | Jorge Lorenzo        | Aprilia     | 21      | 40:35.185       | 1      | 25     |
| 2               | 7   | Alex de Angelis      | Aprilia     | 21      | +0.111          | 4      | 20     |
| 3               | 34  | Andrea Dovizioso     | Honda       | 21      | +0.320          | 5      | 16     |
| 4               | 55  | Yuki Takahashi       | Honda       | 21      | +0.334          | 2      | 13     |
| 5               | 6   | Alex Debón           | Aprilia     | 21      | +3.315          | 10     | 11     |
| 6               | 15  | Roberto Locatelli    | Aprilia     | 21      | +3.327          | 3      | 10     |
| 7               | 58  | Marco Simoncelli     | Gilera      | 21      | +7.930          | 6      | 9      |
| 8               | 14  | Anthony West         | Aprilia     | 21      | +26.048         | 14     | 8      |
| 9               | 73  | Shuhei Aoyama        | Honda       | 21      | +26.616         | 9      | 7      |
| 10              | 8   | Andrea Ballerini     | Aprilia     | 21      | +30.570         | 12     | 6      |
| 11              | 50  | Sylvain Guintoli     | Aprilia     | 21      | +32.854         | 16     | 5      |
| 12              | 54  | Manuel Poggiali      | KTM         | 21      | +33.743         | 18     | 4      |
| 13              | 19  | Sebastián Porto      | Honda       | 21      | +1:13.549       | 20     | 3      |
| 14              | 23  | Arturo Tizón         | Honda       | 21      | +1:16.159       | 19     | 2      |
| 15              | 37  | Fabricio Perren      | Honda       | 21      | +1:18.533       | 24     | 1      |
| 16              | 64  | Omar Menghi          | Aprilia     | 21      | +1:48.079       | 31     |        |
| 17              | 45  | Dan Linfoot          | Honda       | 21      | +1:48.388       | 27     |        |
| 18              | 85  | Alessio Palumbo      | Aprilia     | 20      | +1 lap          | 30     |        |
| 19              | 17  | Franz Aschenbrenner  | Aprilia     | 20      | +1 lap          | 28     |        |
| Ret             | 36  | Martín Cárdenas      | Honda       | 18      | Accident        | 17     |        |
| Ret             | 65  | Alessandro Brannetti | Honda       | 18      | Retirement      | 25     |        |
| Ret             | 22  | Luca Morelli         | Aprilia     | 13      | Retirement      | 22     |        |
| Ret             | 67  | Nicklas Cajback      | Aprilia     | 12      | Retirement      | 29     |        |
| Ret             | 16  | Jules Cluzel         | Aprilia     | 8       | Accident        | 21     |        |
| Ret             | 24  | Jordi Carchano       | Honda       | 5       | Retirement      | 26     |        |
| Ret             | 96  | Jakub Smrž           | Aprilia     | 4       | Accident        | 8      |        |
| Ret             | 9   | Franco Battaini      | Aprilia     | 2       | Retirement      | 13     |        |
| Ret             | 21  | Arnaud Vincent       | Honda       | 0       | Accident        | 23     |        |
| Ret             | 25  | Alex Baldolini       | Aprilia     | 0       | Accident        | 15     |        |
| Ret             | 4   | Hiroshi Aoyama       | KTM         | 0       | Accident        | 11     |        |
| Ret             | 80  | Héctor Barberá       | Aprilia     | 0       | Retirement      | 7      |        |
| Reporte Oficial |     |                      |             |         |                 |        |        |

## Resultados 125cc
| Pos.            | N.º | Piloto                   | Constructor | Vueltas | Tiempo/Retirado | Grilla | Puntos |
| --------------- | --- | ------------------------ | ----------- | ------- | --------------- | ------ | ------ |
| 1               | 75  | Mattia Pasini            | Aprilia     | 20      | 40:00.412       | 2      | 25     |
| 2               | 19  | Álvaro Bautista          | Aprilia     | 20      | +0.001          | 5      | 20     |
| 3               | 52  | Lukáš Pešek              | Derbi       | 20      | +0.052          | 1      | 16     |
| 4               | 33  | Sergio Gadea             | Aprilia     | 20      | +1.203          | 15     | 13     |
| 5               | 55  | Héctor Faubel            | Aprilia     | 20      | +1.234          | 3      | 11     |
| 6               | 36  | Mika Kallio              | KTM         | 20      | +1.378          | 8      | 10     |
| 7               | 60  | Julián Simón             | KTM         | 20      | +2.303          | 12     | 9      |
| 8               | 14  | Gábor Talmácsi           | Honda       | 20      | +13.320         | 7      | 8      |
| 9               | 1   | Thomas Lüthi             | Honda       | 20      | +13.337         | 14     | 7      |
| 10              | 24  | Simone Corsi             | Gilera      | 20      | +13.376         | 11     | 6      |
| 11              | 32  | Fabrizio Lai             | Honda       | 20      | +13.865         | 4      | 5      |
| 12              | 22  | Pablo Nieto              | Aprilia     | 20      | +14.759         | 6      | 4      |
| 13              | 6   | Joan Olivé               | Aprilia     | 20      | +17.288         | 21     | 3      |
| 14              | 8   | Lorenzo Zanetti          | Aprilia     | 20      | +29.463         | 17     | 2      |
| 15              | 71  | Tomoyoshi Koyama         | Malaguti    | 20      | +29.553         | 16     | 1      |
| 16              | 17  | Stefan Bradl             | KTM         | 20      | +34.174         | 23     |        |
| 17              | 35  | Raffaele De Rosa         | Aprilia     | 20      | +35.827         | 19     |        |
| 18              | 18  | Nicolás Terol            | Derbi       | 20      | +39.480         | 22     |        |
| 19              | 38  | Bradley Smith            | Honda       | 20      | +51.225         | 32     |        |
| 20              | 90  | Hiroaki Kuzuhara         | Honda       | 20      | +1:15.251       | 33     |        |
| 21              | 88  | Daniele Rossi            | Honda       | 20      | +1:18.215       | 31     |        |
| 22              | 91  | Luca Verdini             | Aprilia     | 20      | +1:20.267       | 34     |        |
| 23              | 87  | Roberto Lacalendola      | Honda       | 20      | +1:22.356       | 36     |        |
| 24              | 53  | Simone Grotzkyj          | Aprilia     | 20      | +1:22.570       | 43     |        |
| 25              | 45  | Imre Tóth                | Aprilia     | 20      | +1:22.572       | 28     |        |
| 26              | 26  | Vincent Braillard        | Aprilia     | 20      | +1:22.588       | 42     |        |
| 27              | 13  | Dino Lombardi            | Aprilia     | 20      | +1:23.590       | 37     |        |
| 28              | 20  | Roberto Tamburini        | Aprilia     | 20      | +1:54.909       | 35     |        |
| 29              | 16  | Michele Conti            | Honda       | 18      | +2 laps         | 29     |        |
| Ret             | 63  | Mike Di Meglio           | Honda       | 19      | Accident        | 18     |        |
| Ret             | 41  | Aleix Espargaró          | Honda       | 17      | Retirement      | 13     |        |
| Ret             | 11  | Sandro Cortese           | Honda       | 13      | Accident        | 10     |        |
| Ret             | 10  | Ángel Rodríguez Campillo | Aprilia     | 9       | Accident        | 9      |        |
| Ret             | 15  | Michele Pirro            | Aprilia     | 9       | Retirement      | 30     |        |
| Ret             | 89  | Nico Vivarelli           | Honda       | 9       | Retirement      | 40     |        |
| Ret             | 9   | Michael Ranseder         | KTM         | 7       | Accident        | 25     |        |
| Ret             | 44  | Karel Abraham            | Aprilia     | 4       | Accident        | 27     |        |
| Ret             | 7   | Alexis Masbou            | Malaguti    | 3       | Retirement      | 24     |        |
| Ret             | 37  | Joey Litjens             | Honda       | 3       | Retirement      | 39     |        |
| Ret             | 23  | Lorenzo Baroni           | Honda       | 2       | Retirement      | 26     |        |
| Ret             | 12  | Federico Sandi           | Aprilia     | 1       | Accident        | 38     |        |
| DSQ             | 29  | Andrea Iannone           | Aprilia     | 8       | Black flag      | 20     |        |
| DSQ             | 43  | Manuel Hernández         | Aprilia     | 2       | Black flag      | 41     |        |
| Reporte Oficial |     |                          |             |         |                 |        |        |